# 수닉

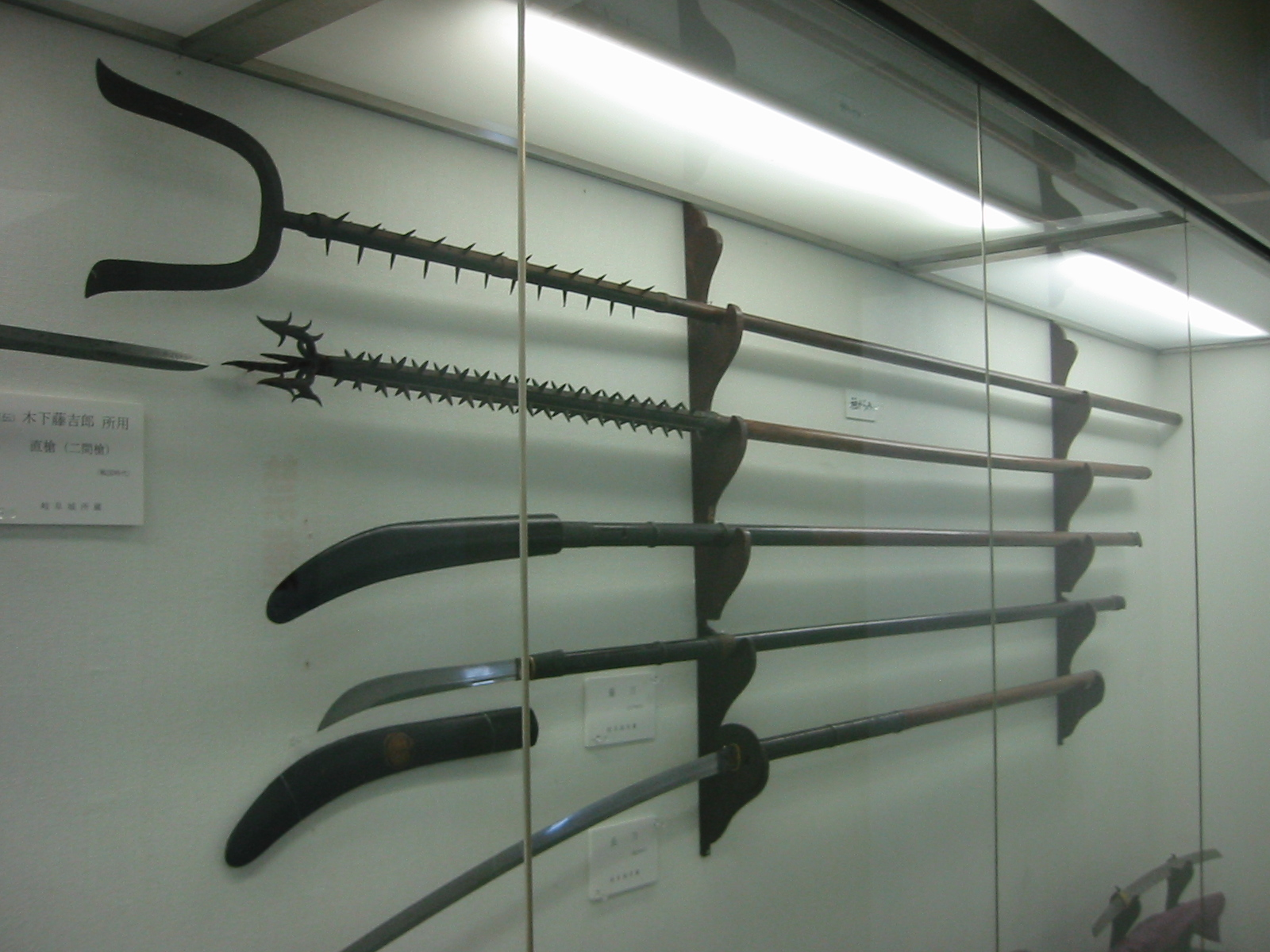
위에서 두 번째 것이 수닉이다.

수닉(일본어: 袖搦 そでがらみ[*])은 일본의 포물도구이다.
긴 봉의 끝에 갈고리를 앞뒤로 부착하여 어느 방향으로든 옷가지나 살을 뚫을 수 있게 한다. 갈고리는 낚시바늘처럼 미늘이 붙어 있어 쉬이 빠지지 않는다. 갈고리 바로 밑의 봉 부분에는 가시를 박아 손으로 봉을 잡아 뺄 수 없게 한다.
자차, 돌봉과 함께 소위 삼도구라 일컬어진, 무로마치 시대부터 사용된 일본 전근대 경찰의 중요 체포도구였다.